# Atzesberg (Gemeinde Altenfelden)
Atzesberg ist eine Rotte der Gemeinde Altenfelden in Oberösterreich (Bezirk Rohrbach). Die Ortschaft wurde am 1. Jänner 2024 von 45 Personen bewohnt.

## Geographie
Atzesberg ist ein Haufenweiler der Gemeinde Altenfelden und liegt rund 2 Kilometer südsüdwestlich des Marktplatzes von Altenfelden. Atzesberg ist vom Zentrum von Altenfelden über die Wildparkstraße bzw. die Falkenstein Landesstraße (L 584) erreichbar. Im Süden wird Atzesberg vom Stockingerbach begrenzt, der in die Große Mühl mündet. Auch im Norden wird Atzesberg von einem Bachverlauf begrenzt, der in die Große Mühl entwässert. Im Osten begrenzt die Große Mühl das Gebiet von Atzesberg. Auf Grund der umliegenden Gewässer ist die Ortschaft von ausgedehnteren Wäldern umgeben. Benachbarte Orte sind Hörhag im Westen, Mayrhof, Grub und Gumpersberg im Süden (alle Teil der Gemeinde Kirchberg ob der Donau), Weigelsdorf und Edholz im Osten (beide Teil der Gemeinde Kleinzell im Mühlkreis) sowie Neundling und Blumau im Nordosten. Für Atzesberg wurden 2001 insgesamt 15 Gebäude gezählt, wobei 12 Gebäude über einen Hauptwohnsitz verfügten und 24 Wohnungen bzw. 19 Haushalte bestanden. Die Ortschaft besteht im Wesentlichen aus der Rotte selbst, dem südlich davon gelegenen Wildpark Altenfelden und einer noch weiter südlich gelegenen Hofstelle sowie einigen Häusern nahe der Ortschaft Neundling.

## Geschichte und Bevölkerung
Urkundliche wurde Atzesberg 1231 erstmals genannt, In Atzesberg lebten 1869 52 Menschen in zehn Häusern. Bis zum Jahr 1910 stieg die Einwohnerzahl auf 75 Personen an, wobei die Ortschaft immer noch zehn Gebäude umfasste. Bis 1923 blieb die Einwohnerzahl stabil, jedoch wurden 11 Gebäude gezählt. Erstmals wurde bei Atzesberg jedoch zwischen dem eigentlichen Weiler mit drei Häusern und 18 Einwohnern und der Streusiedlung mit acht Gebäuden und 57 Einwohnern unterschieden. 1951 lebten insgesamt 55 Personen in Meierhof, die sich auf den Weiler mit 34 Einwohnern und sechs Gebäuden bzw. auf die Streusiedlung mit vier Häusern und 21 Einwohnern verteilten. Bis zuletzt pendelte die Einwohnerzahl um 50 Einwohner, wobei die 1961 58, 1971 43, 1981 59, 1991 49 und 2001 49 Personen in Atzesberg lebten.

## Bauwerke
Im Bereich des Wildparks Altenfelden befindet sich der Köhlparzer- oder Wildparkhof, der in der zweiten Hälfte des 19. Jahrhunderts errichtet wurde. Der Vierseithof weist eine historistische Fassade mit einer Nischenfigur auf, die vermutlich den heiligen Hubertus darstellt. Im Hof des Vierkanters befindet sich vor dem Wirtschaftstrakt ein zwei breiten Arkaden auf Säulen. Im ehemaligen Stall haben sich zudem Kappengewölbe erhalten. Zur Hofanlage gehört ein eingeschoßiges Auszugshäusl aus der Mitte des 19. Jahrhunderts. Nahe dem Hof befindet sich des Weiteren ein dekorierter Breitpfeiler mit erneuerten Bildern aus dem Jahr 1846.